# Poslani angeli (sura)
Poslani angeli (arabsko Al-Mursalat) je 77. sura (poglavje) v Koranu, ki jo sestavlja 50 ajatov (verzov). Je meška sura.
Med opravljanjem molitve (salata oz. namaza) pri tej suri verniki opravijo 2 ruku'ja (priklona).